# Коракл

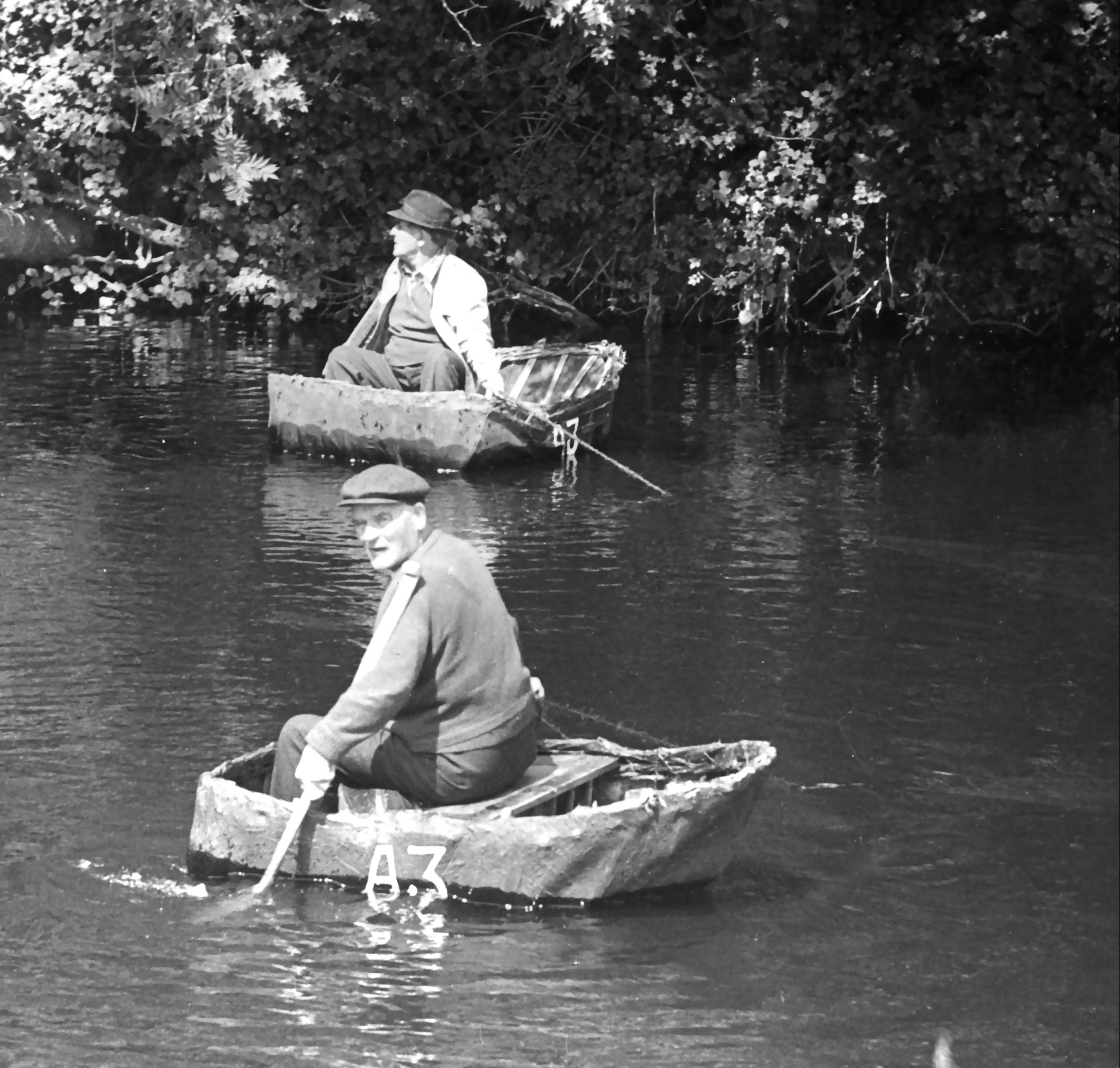
Коракли на річці Тайво, західний Уельс, 1972 рік.

Ко́ракл (валл. cwrwgl, англ. coracle) — невеликий, легкий традиційний човен, використовуваний переважно на річках Уельсу, але також місцями на території західної і південно-західної Англії, Ірландії (особливо на річці Бойн) і Шотландії (особливо на річці Спей), так само називають аналогічні човни Індії, В'єтнаму, Іраку і Тибету.
Слово coracle походить від валл. cwrwgl, спорідненого з ірландським та гельським  curach , і реєструється в англійській мові з XVI століття. Інші історичні англійські написання включають corougle, corracle, curricle і coricle.

## Конструкція

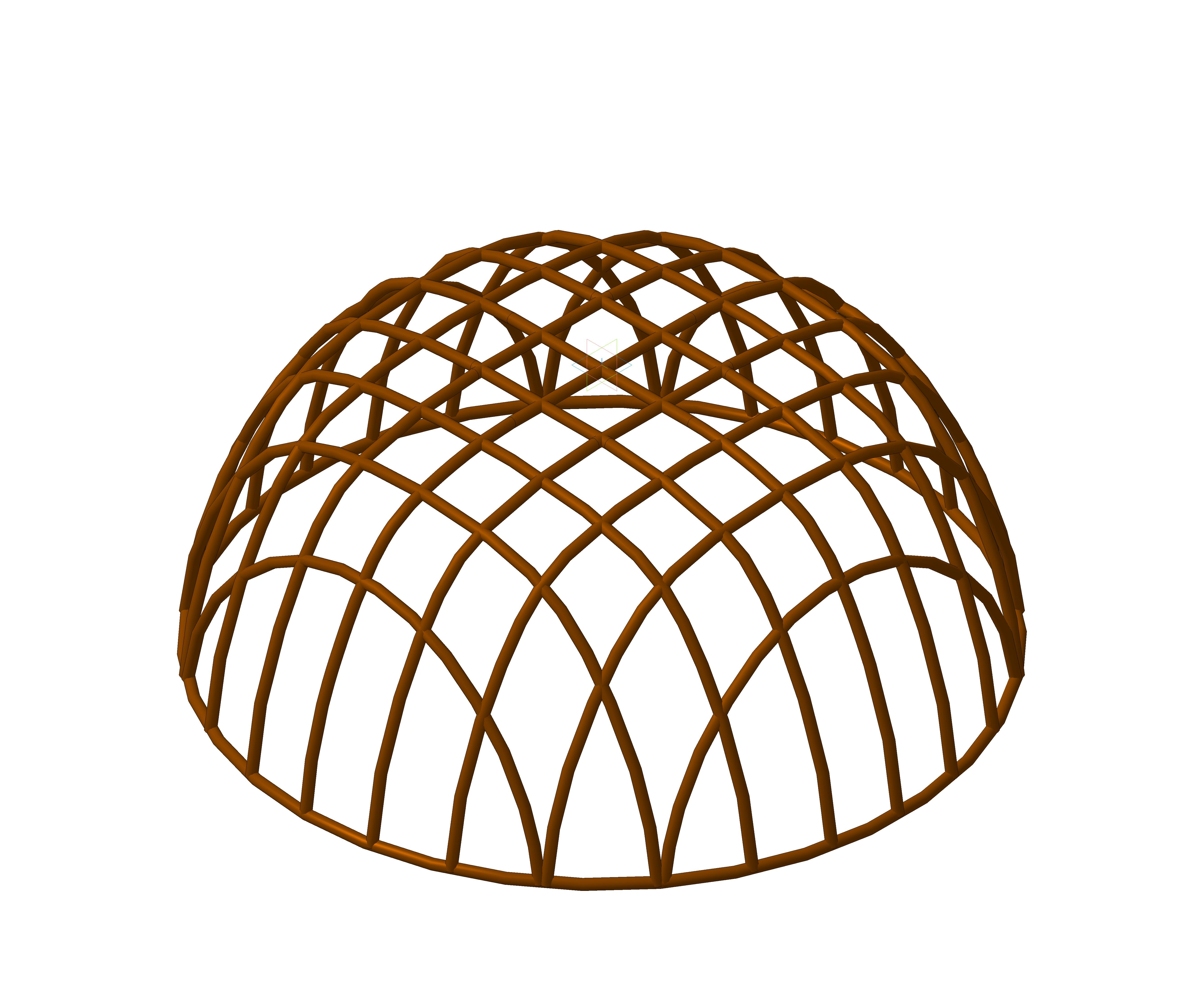
Типовий вигляд каркаса коракла

За формою коракл нагадує половинку шкаралупи волоського горіха. Тримальна конструкція — каркас з вербових прутів переплетених між собою і скріплених джгутами з вербової кори. Спочатку каркас обтягувався шкурою або шкірою тварин, наприклад воловою або кінською, яка покривалася невеликим шаром смоли для додання матеріалу більшої водонепроникності. Сучасні коракли, незалежно від матеріалу каркаса, обтягуються щільною тканиною на зразок брезенту, покритою декількома шарами бітумного лаку, або синтетичною тканиною. Безкільова конструкція і плоске дно дозволяють рівномірно розподілити власну вагу і вагу вантажу, завдяки чому коракл має незначну осадку — найчастіше всього кілька сантиметрів, що робить його ідеальним для плавання по невеликих річках.
Коракли відрізняються своєю конструкцією і технологією виготовлення, залежно від того на якій річці вони зроблені і використовуються. Коракли річки Тайво, наприклад, плоскодонні, оскільки призначені для плавання по порогах, яких на річці багато в літній час, в той час як коракли в Кармартені більш округлі і глибші, оскільки використовуються в припливних водах річки Тауї, на якій немає порогів. Коракли Тайво виготовляються з деревини місцевого походження без застосування цвяхів — вербові прути для каркаса, які переплетені між собою, і ліщинові для скріплення каркаса у верхній частині «бортика» за допомогою створення обплетення, а коракли Тауі протягом довгого часу робляться з розпиленого ясена і каркас скріплюється мідними цвяхами. В основному на одній річці застосовуються коракли одного типу, але так не завжди.
Такі човни досить успішно застосовувалися для дрібнопромислового рибного лову. При управлінні досвідченою людиною, вони мало піддаються впливу течії або випадкових поштовхів риби, легко можна здійснювати маневри з гребком в одній руці, у той час як другою рукою утримують сітку. У рибній ловлі можуть використовуватися один або два коракли. При використанні одного, сітка прив'язується вільним кінцем до чого-небудь на березі, наприклад, до дерева.
Іншою важливою рисою кораклів є їх мала вага, що дозволяє носити їх на спині. LLwyth Dyn ei Gorwg — «ноша людини його коракл», так кажуть в Уельсі.

## Історія

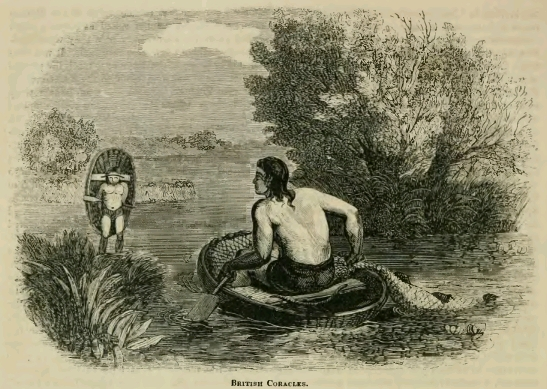
Коракли бритів

Коракли використовуються протягом багатьох століть, і згадуються в римських джерелах I століття до н. е.
Ці човни — одна із сполучних ланок між сучасною Британією та її минулим. Ці стародавні човни використовувалися бритами і до вторгнення римлян під проводом Юлія Цезаря, який їх описав і, навіть, застосував пізніше в іспанській кампанії. Коракли також служили захистом для легкої піхоти від метальної зброї.
При розкопках поховання бронзової доби поруч з Далгеті-Бей були виявлені рештки човна, який імовірно був кораклом. Ще аналогічні знахідки виявлено в Корбриджі та поблизу Феррибі.
У романі «Острів скарбів» Джим захопив «Еспаньйолу» саме на кораклі, однак у російському перекладі англійське coracle перетворилося в «човен древніх британців».

## Сучасність

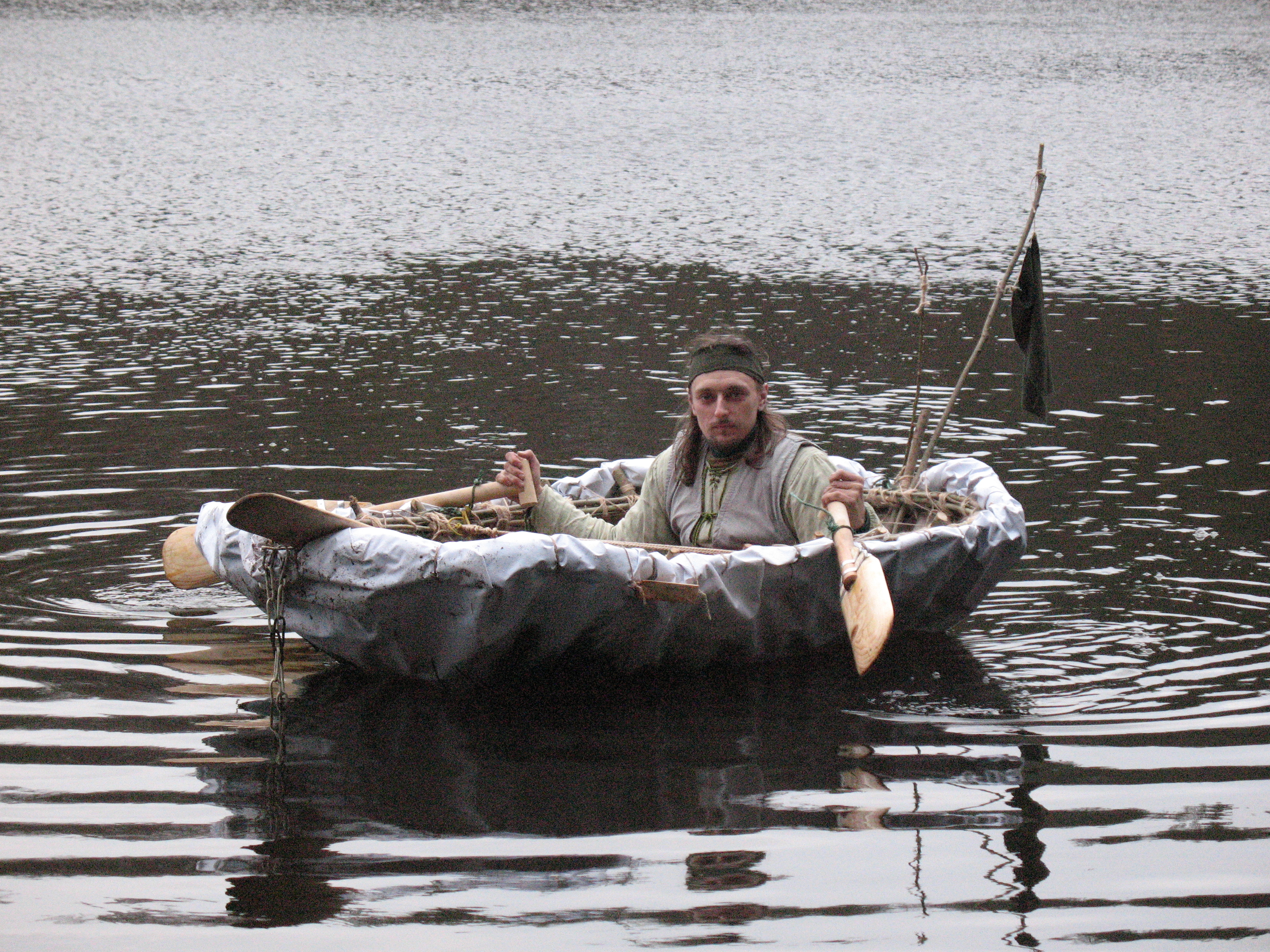
Коракл на озері Криве (Ліннаярві) в Ленінградської області (травень 2010)

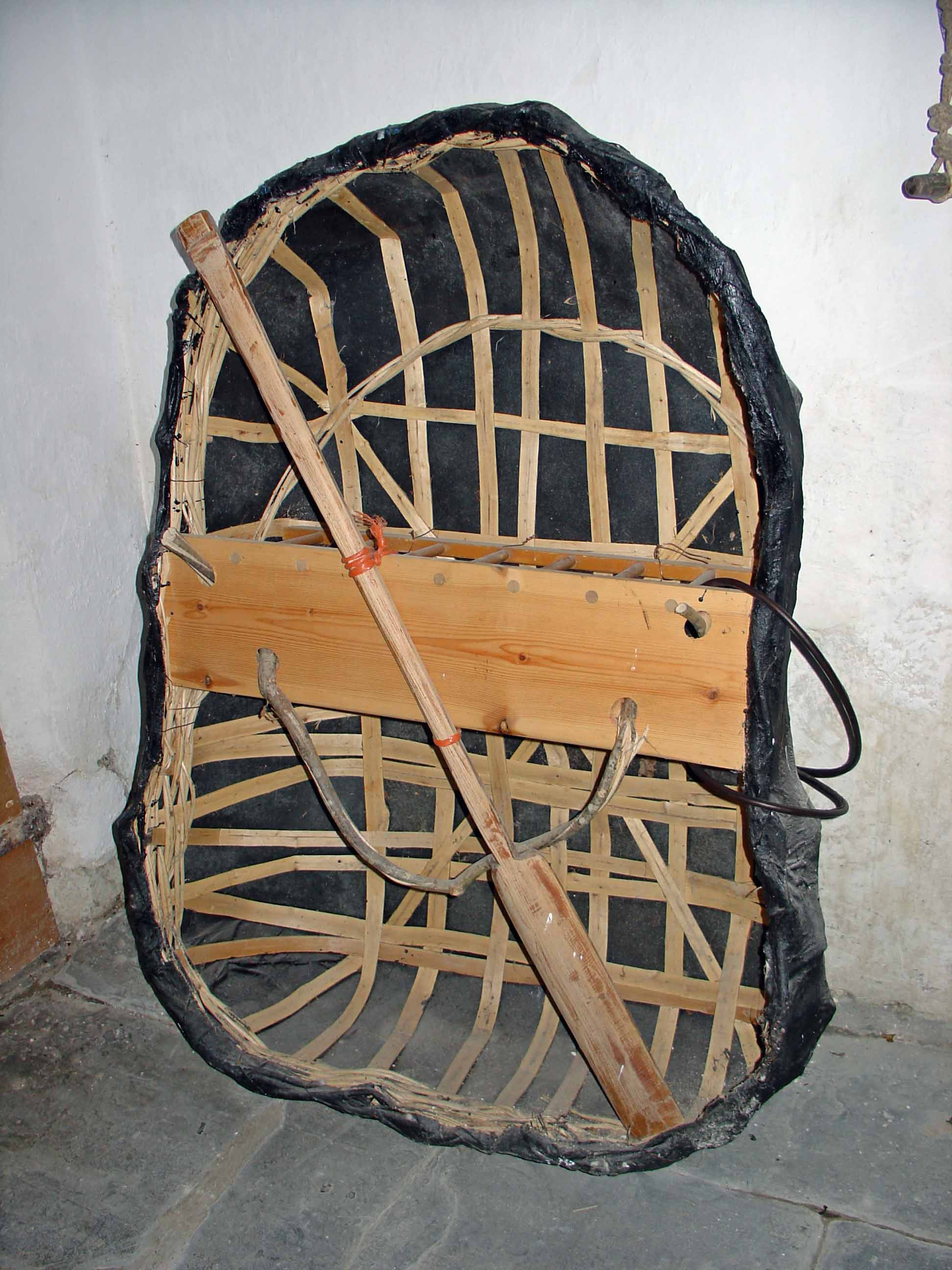
Типовий коракл річки Тайво в Менордейві

Хоча коракли мають дуже тривалу історію, і протягом значної частини XX століття вони мали практичне значення, в наші дні їх можна побачити в основному в областях Західного Уельсу, що мають туристичне значення, зрідка в Шропширі на річці Северн — на табличці паба в Сандорні, передмісті Шрусбері, що називається «The Coracle», зображена людина, що пливе в кораклі по річці. Уельські річки Тайво і Тауі — це найкращі місця, де можна знайти коракли, хоча коракли відрізняються в залежності від річки. На Тайво вони найчастіше зустрічаються між Кенартом, Кілгерраном і селом Ллехрід.
В 1974 р. Бернард Томас з Ллехріда перетнув на кораклі Ла-Манш за 13 з половиною годин. Ця акція проводилася з метою продемонструвати, що волові човни індіанського племені манданів з Північної Дакоти можуть походити від уельських кораклів, привезених при переселенні принцом Мадогом в XII столітті.
Протягом багатьох років Фред Девіс, майстер-будівельник кораклів з Шрусбері, що отримав визнання місцевих футбольних фанатів, пропонував незвичайну послугу. Під час проведення футбольним клубом Шрусбері Таун домашніх матчів, він плавав у своєму кораклі поруч зі стадіоном по річці Северн і виловлював м'ячі, що потрапили у воду. Хоча містер Девіс помер багато років тому, легенда про нього досі асоціюється з цим клубом.

## Безпека
Через свою конструкцію коракли поводяться досить нестійко. Це пов'язано з їх невеликою осадкою, фактично вони ніби «сидять» на воді, а не занурені в неї, за рахунок цього вони також можуть бути легко віднесені течією або поривом вітру. Співтовариством Coracle Society опубліковано керівні принципи безпечного використання кораклів.

## Схожі човни
Найперша згадка про човни, подібні до кораклів — це куффа, які також використовуються в даний час, в Біблії, Вихід 2:3.
Ірландські куррами схожі, але великі, веслові човни використовуються в даний час. Куррахи також використовуються в західній Шотландії:
«Курах, або човен зі шкіри та верболозу, на сучасний погляд може здатися досить ненадійним засобом для плавання по бурхливих морських водах, проте наші безстрашні предки довіряли їм свої життя, сподіваючись на милість погоди. У великому числі вони використовуються на західних островах Шотландії, і можуть бути знайдені в Уельсі. Каркас [гельською] називався crannghail, зараз так на Уйсті називають старі човни.»
Оригінальний текст (англ.)
[The curach or boat of leather and wicker may seem to moderns a very unsafe vehicle, to trust to tempestuous seas, yet our forefathers fearlessly committed themselves in these slight vehicles to the mercy of the most violent weather. They were once much in use in the Western Isles of Scotland, and are still found in Wales. The framework [in Gaelic] is called crannghail, a word now used in Uist to signify a frail boat.] Помилка: [undefined] Помилка: {{Lang}}: немає тексту (допомога): текст вже має курсивний шрифт (допомога)— Тлумачний словник «шотландської-гельської» Dwelly's (Scottish) Gaelic Dictionary: Curach
Куррахи на річці Спей особливо схожі з уельськими кораклами.
Інші схожі човни:
- Парисал — Індія
- Куффа (або гуфа) — Ірак
- Воловий човен — Індійські племена Північної Америки
- Ку-дру та кова — Тибет
- Тунг-чай — В'єтнам

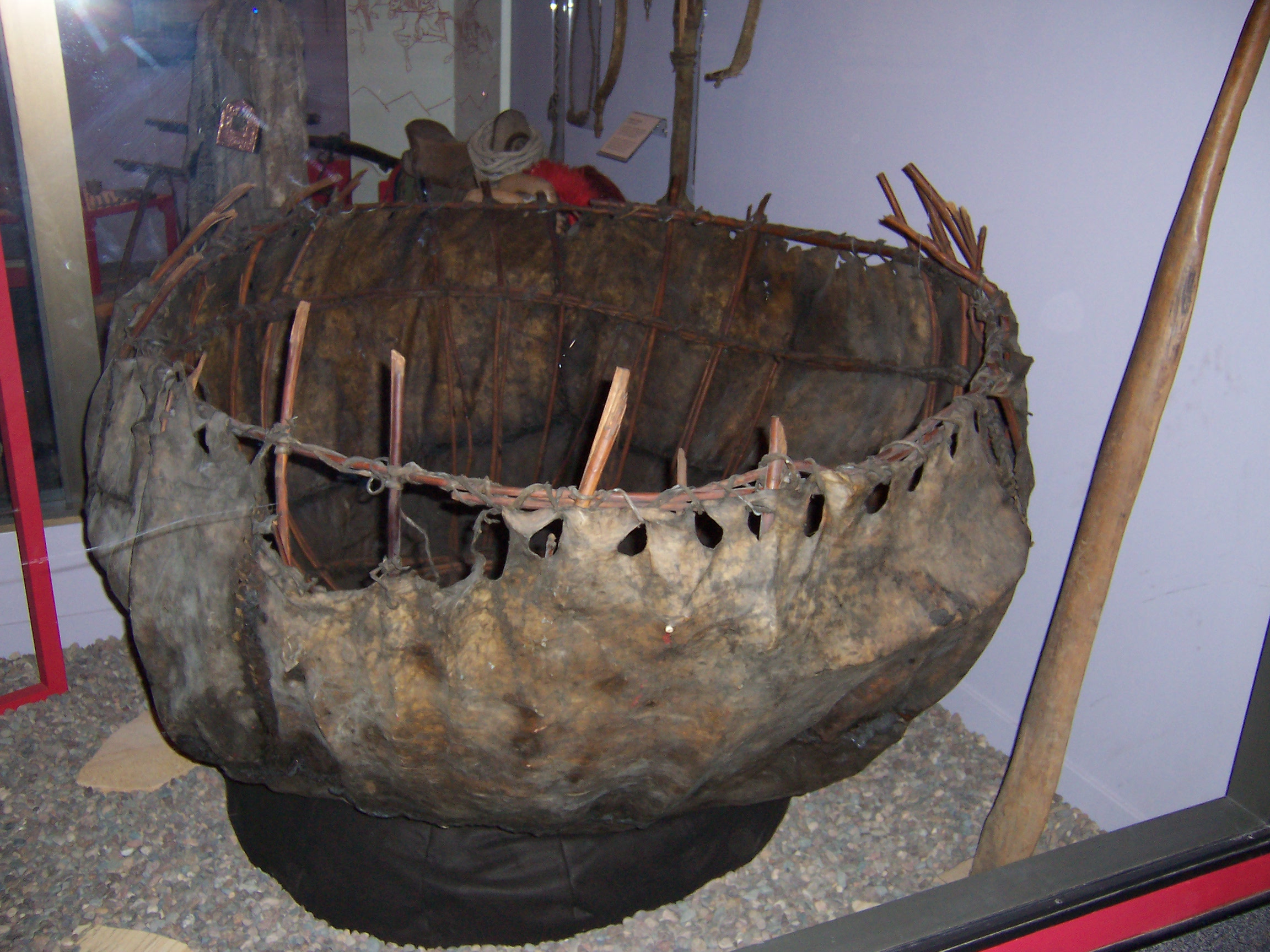
Тибетські човни ку-дру, або кова дуже схожі на коракли. Музей природної історії ім. Філда, Чикаго
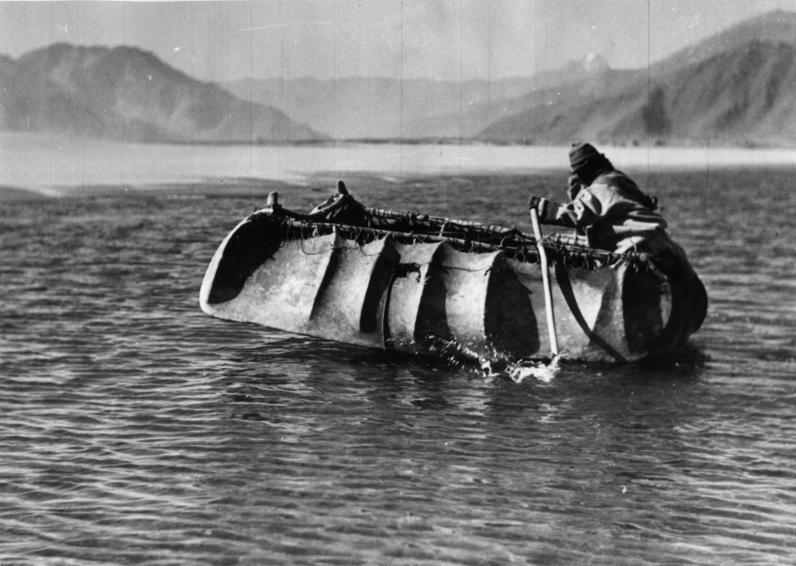
Човен зі шкіри яка, подібний до коракла Тибет, 1938
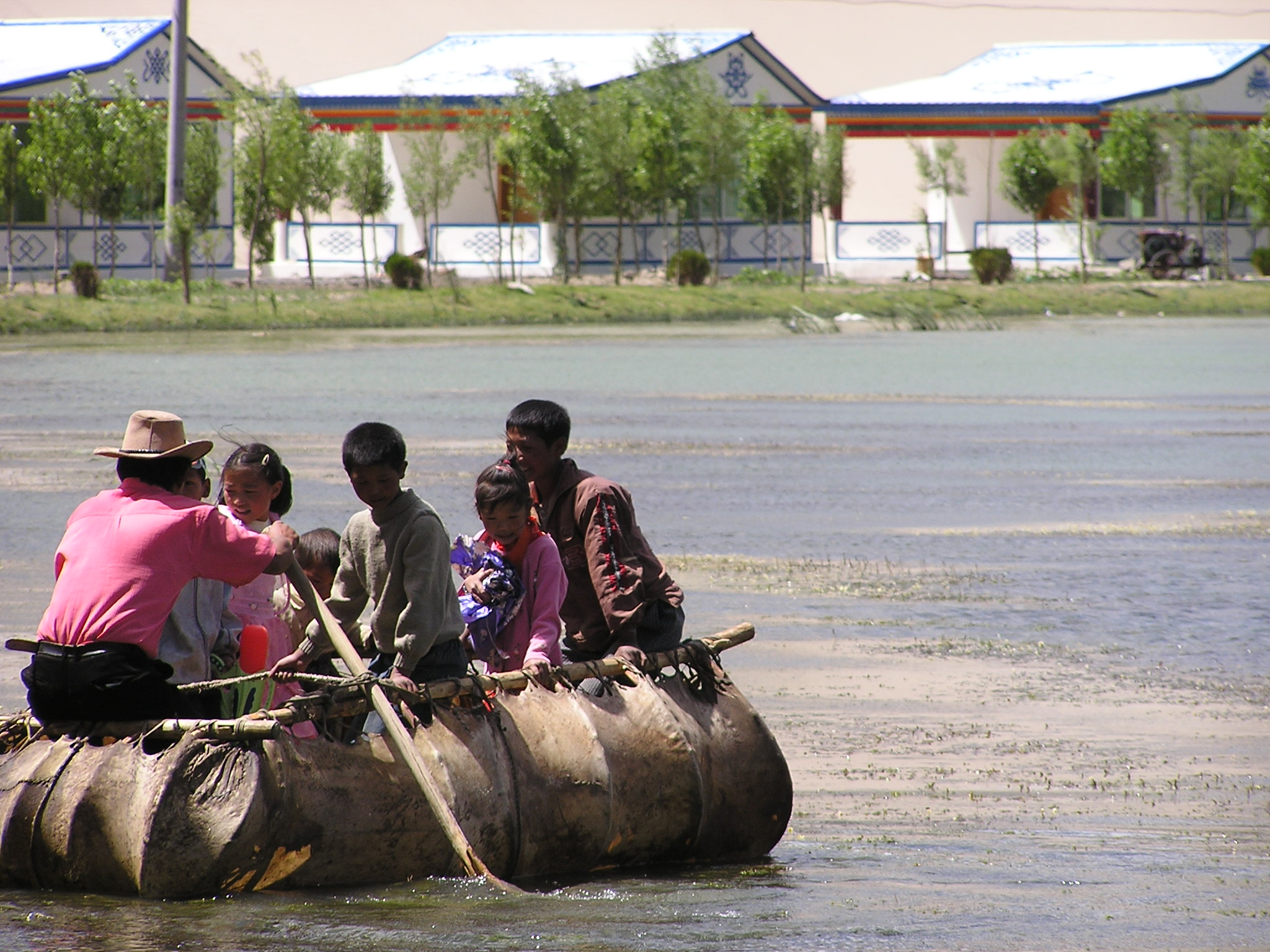
Тибетський човен зі шкіри яка, 2006
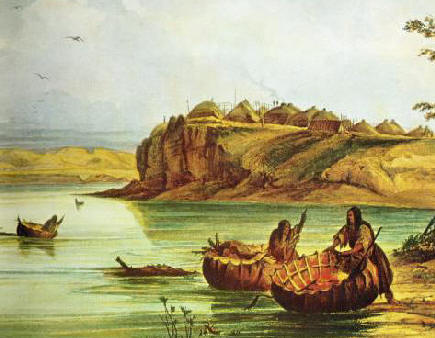
Воловий човен індійців племені манданів
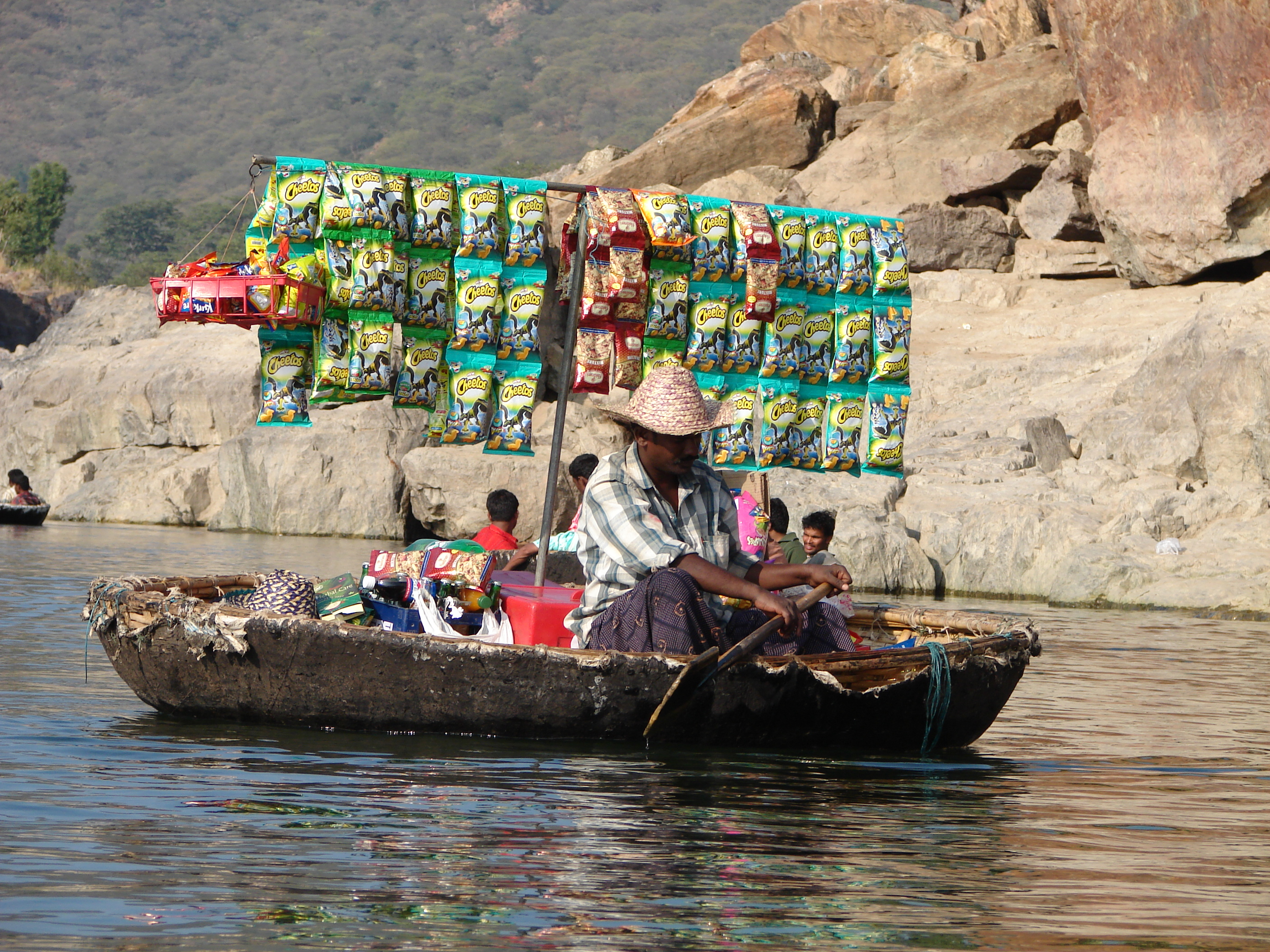
Коракл в Індії

## Товариство
У Великій Британії існує товариство Coracle Society, створене сером Пітером Беджем в 1990 році. Первісними п'ятьма завданнями товариства значилося:
- Популяризація знань про коракли, куррахи і подібні човни, їх будівництво та використання, а також вивчення і створення колекцій;
- Використання всіх розумних заходів для підтримки продовження використання кораклів в рибній ловлі і заохочення проведення регат, гонок і подібних заходів;
- Видання інформаційного бюлетеня, як способу зв'язку всіх тих, хто цікавиться кораклами;
- Сприяння в отримання матеріалів для будівництва кораклов; і
- Сприяння в організації показів, навчальних курсів, виставок, семінарів і лекцій пов'язаних з кораклами[10].

Багато членів товариства організовують покази або навчальні курси з будівництва кораклів. Террі Кенні, діючий голова товариства, щорічно проводить кілька курсів в центрі Грін-Вуд. Щорічно товариство організовує багато різних заходів — з переліком деяких з них можна ознайомитися на офіційному сайті Coracle Society.
Товариство виступало учасником Річкового фестивалю Шрусбері в 2005 р., на якому представило кілька кораклів річки Северн. Щорічно організовується регата, яка так і називається — Annual Coracle Regatta, яка проводиться в Айронбріджі на серпневе Банківське свято (Bank Holiday). Щороку на цю регату приходять нові учасники з кораклами, зробленими в центрі Грін-Вуд під керівництвом Террі Кенні.